# ボブ・ジョンソン (アメリカンフットボール)
ロバート・ダグラス・ジョンソン（Robert Douglas Johnson、1946年8月19日 - ）は、アメリカ合衆国インディアナ州ゲーリー出身のアメリカンフットボールの元選手である。センターとして、1968年シーズンから1979年シーズンまでシンシナティ・ベンガルズ一筋で12年間プレーした。

## プロ入りまで
ジョンソンはテネシー大学でカレッジフットボールをプレーし、1966年と1967年にオールアメリカに選出された。ブロッカーに与えられるカレッジフットボールの賞を受賞し、ハイズマン賞の投票でもセンターとしては異例となる6位の得票数を得た。

## プロ生活
1968年のAFL/NFL合同ドラフトの1巡目全体2位（AFL全体1位）で創設されたばかりのシンシナティ・ベンガルズに指名され、プロ生活を開始した。センターとしては、1939年以来の高順位での指名であった。入団直後から活躍し、ルーキーイヤーの1968年にAFLのオールスターに選出された。
1978年シーズンまでプレーしたジョンソンが引退表明時、ベンガルズの創立メンバーとして最後の選手であった。草創期のチームへの貢献が認められ、ジョンソンのつけていた背番号54が永久欠番となった。
1978年シーズン後に引退を表明したが、1979年シーズン中にベンガルズのセンターが膝の怪我を負い、センターが不足したため一時ロングスナッパーとして復帰した。

## 引退後
1979年の一時引退時には、ESPNのカレッジフットボールのフィールド解説者を務め、2回目の引退後の1981年から1985年にはシンシナティ・ベンガルズのラジオ中継でフィールド解説者を務めた。
1989年、カレッジフットボール殿堂入り。